# 沉積物重力流

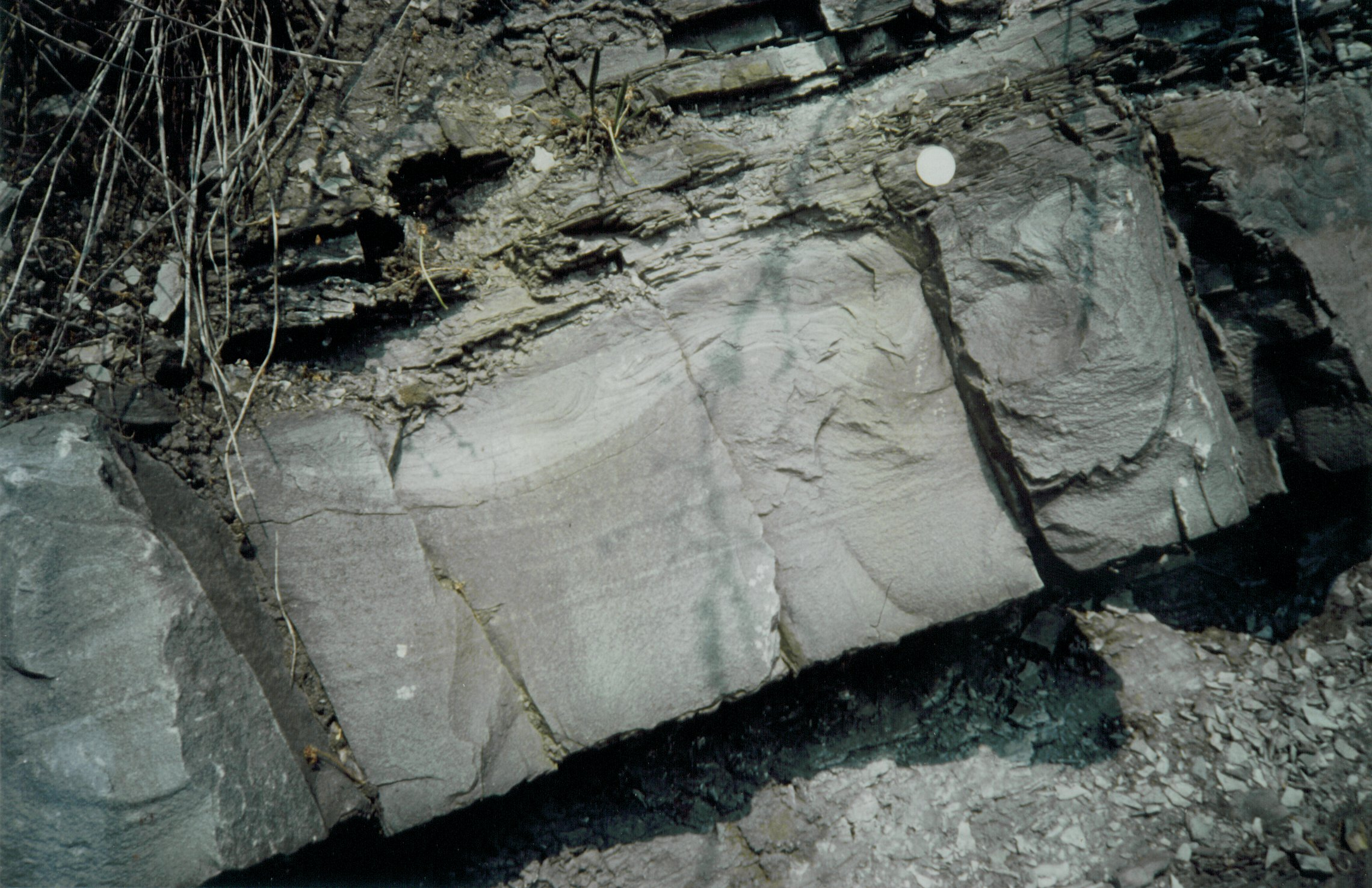
德國 泥盆紀 的Becke-Oese 砂岩 的 濁積岩 是沉積物重力流的一個例子。 具有完整的 Bouma 序列.

沉積物重力流（英語：sediment gravity flow）是輸送沉積物四種方法之一, 但這四種輸送方法有時難以區分，因為當它們往下坡方向流動時，可能會從一種類型過渡到另一種類型。

## 支撐沉積物機制
沉積物由四種不同的機制將顆粒在流體中保持在懸浮。
顆粒流:（英語：grain flow）是一種重力流，其中流體（空氣或水），主要是提供潤滑的作用，顆粒在流體中能保持懸浮狀態，是由於顆粒與顆粒之間的碰撞，從而產生分散壓力，而使顆粒不會沉澱。最常見顆粒流是在風成環境中，顆粒因為順沙丘斜面上下滑而形成。相比之下，顆粒流在水下環境中很少。通常顆粒在水中保持懸浮狀態是依賴顆粒的牽引、跳躍、以及流體的湍流作用。在泥流中，顆粒對粘土基質的相對漂浮力，也讓顆粒保持懸浮狀態。在高密度濁流中，底部沙子濃度較高，顆粒間的碰撞能使沙顆粒保持懸浮狀態。較小的顆粒，因爲沒有碰撞反而先沉澱在沙顆粒之下， 造成反向粒级层理。
液化流/流化流：當無粘性的顆粒。向懸浮液底部沉降時，導致流體向上移動而產生孔隙流體壓力，這壓力有助於在懸浮液上部的顆粒保持懸浮。若對懸浮液施加外壓，就能啟動流動。例如地震時，這種外部壓力可以造成流沙。通常，一旦流動開始，就會產生湍流並且演變成濁流。當顆粒向下沉降而流體向上流動時，流體和懸浮液被稱為液化。相比之下，當流體通過顆粒時向上流動時，流動和懸浮液被稱為流化。
泥石流或泥流：顆粒在這種流體的懸浮是靠基質的強度和浮力。泥石流和泥流具有內聚強度，所以它們的流動屬於非牛頓流體。 而且非常大的碎屑也能漂浮在流動中的泥漿基質頂部。
濁流：顆粒在這種流體的懸浮是靠流體中的湍流。它們的流動屬於牛頓流體， 因此是可預測的。 在水下環境中，濁流的流動受顆粒濃度的影響。因為在高顆粒濃度流動中。顆粒間可能發生碰撞，而產生分散壓力導致顆粒懸浮，從而有顆粒流特徵。這是區分低密度和高密度濁流的方法之一 。

## 造成的沉積岩

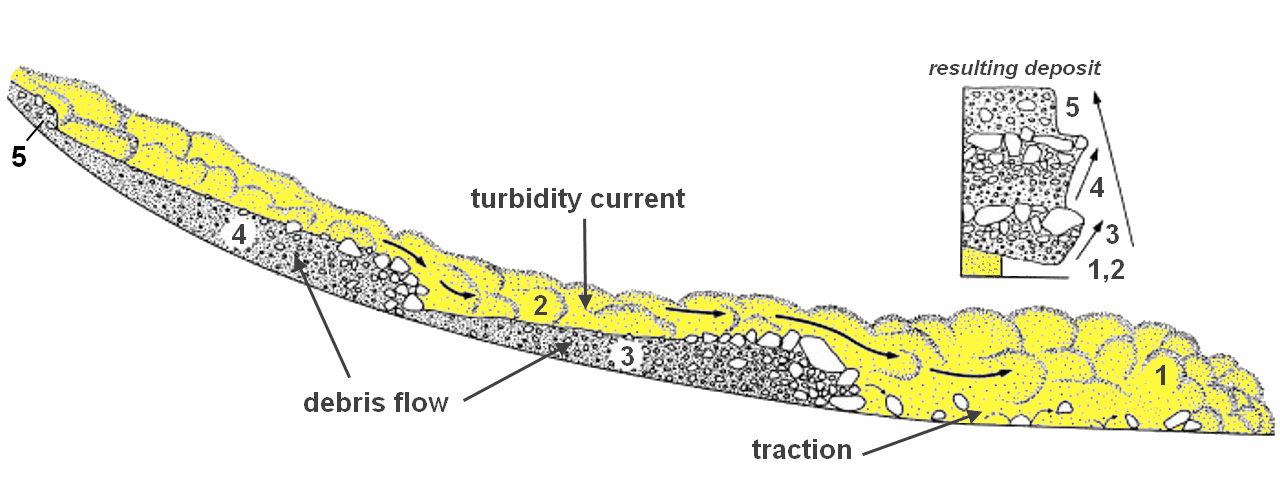
示意圖顯示一次沉積物重力流的演變；從土石流，濁流到牽引流。所造成的相聯碎屑岩(linked debrite)

### 描述
儘管在自然界中有四種支撐沉積物的機制，但分佈不同。顆粒流僅限於風成環境，而其他通常在水下環境形成，包括從泥石流和泥流演變到高密度和低密度的濁流。
- 顆粒流的沉積物具反向粒级层理特徵（在層內顆粒向上變）。這是由於流動中，當顆粒與顆粒碰撞期間，較小顆粒沉落入較大顆粒之間，從而優先沉積在流體底部[1]。 這些反向粒级层理在一些高密度濁積岩的底部，會構成了所謂的“牽引地毯”（traction carpet） [9] 。

- 液化流的沉積物具脫水特徵，型如碟形結構，這是由於流體流向上逸出的造成的[1]與顆粒流一樣，純液化流很少單獨發生。但是液化流動過程非常重要，因為濁流中亦這種碟形結構和相關特徵。
- 泥石流沉積的特點是粒度呈雙峰分佈，代表較大的顆粒和基質中的細粒粘土。由於泥質基質具有內聚強度，大的碎屑會漂浮在基質的泥質上[1]。
- 低密度濁流沉積物（濁流沉積物）的特徵是Bouma 序列的沉積結構，這序列是由於濁流向傾斜下方流動時，降低能量（即減弱流動）造成的。[9]。
- 高密度濁流沉積物的特點是顆粒尺寸比低密度濁積岩粗得多，沉積物的基底部分通常具有顆粒流的特徵。顆粒與下層之間的相互作用（即牽引力）也通常存在沉積物的下部。完整的 Bouma 序列很少見，通常只有 Bouma A 層和 B 層[9]。

- 在泥漿流和濁流之間過渡的混合層 (HEB) 的特點具湍流支持和泥漿支持的兩種流動特徵，兩者之間沒有分離層面。通常它們底部由顆粒支撐的紋理，向上漸變為泥漿支撐的紋理。泥石流和泥漿流向下坡方向演變成濁流也常見，反之亦然[13][14]。

## 現代和古代的例子
不同類型的沉積物重力流產生的現代和古代（露頭）沉積物示例如下。

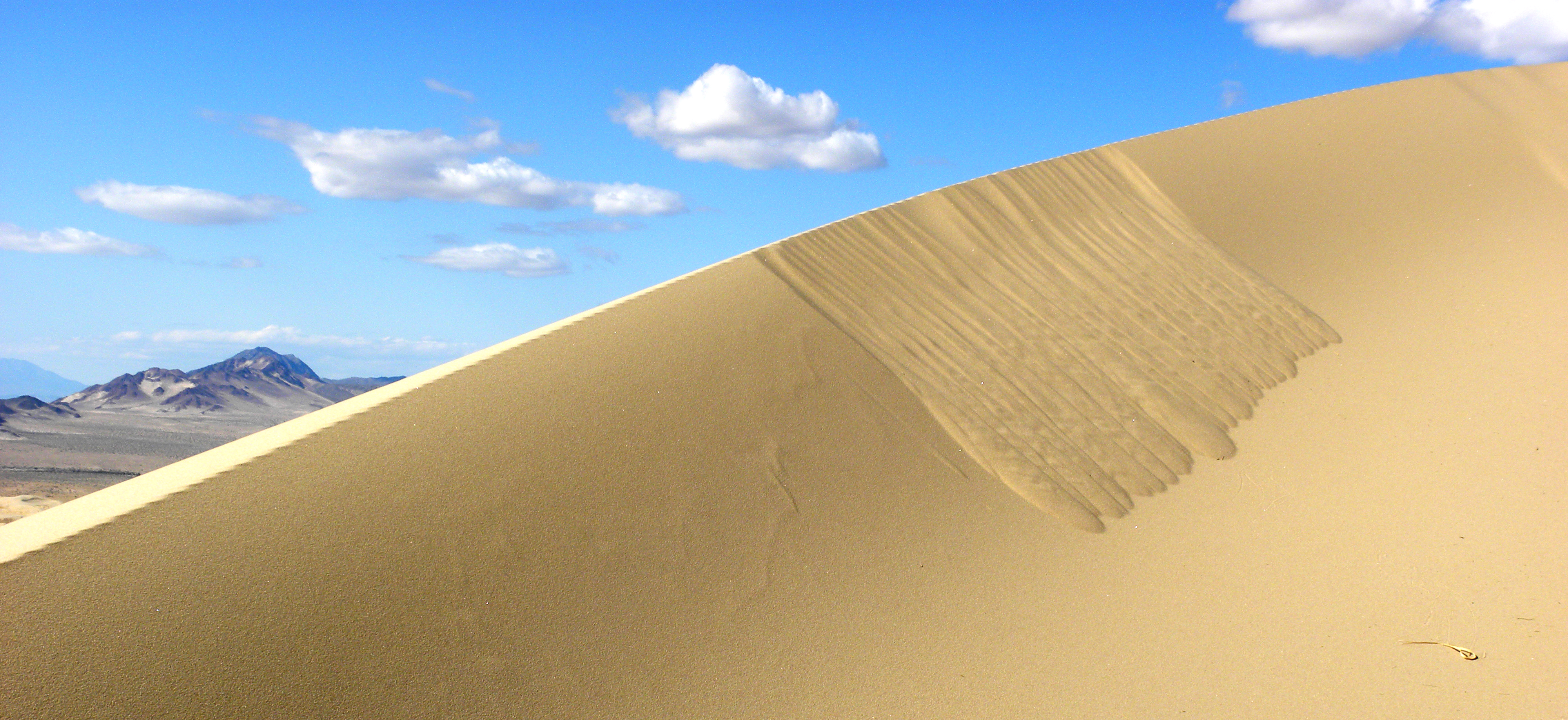
加利福尼亞莫哈韋沙漠凱爾索沙丘滑面上的顆粒流（沙崩）
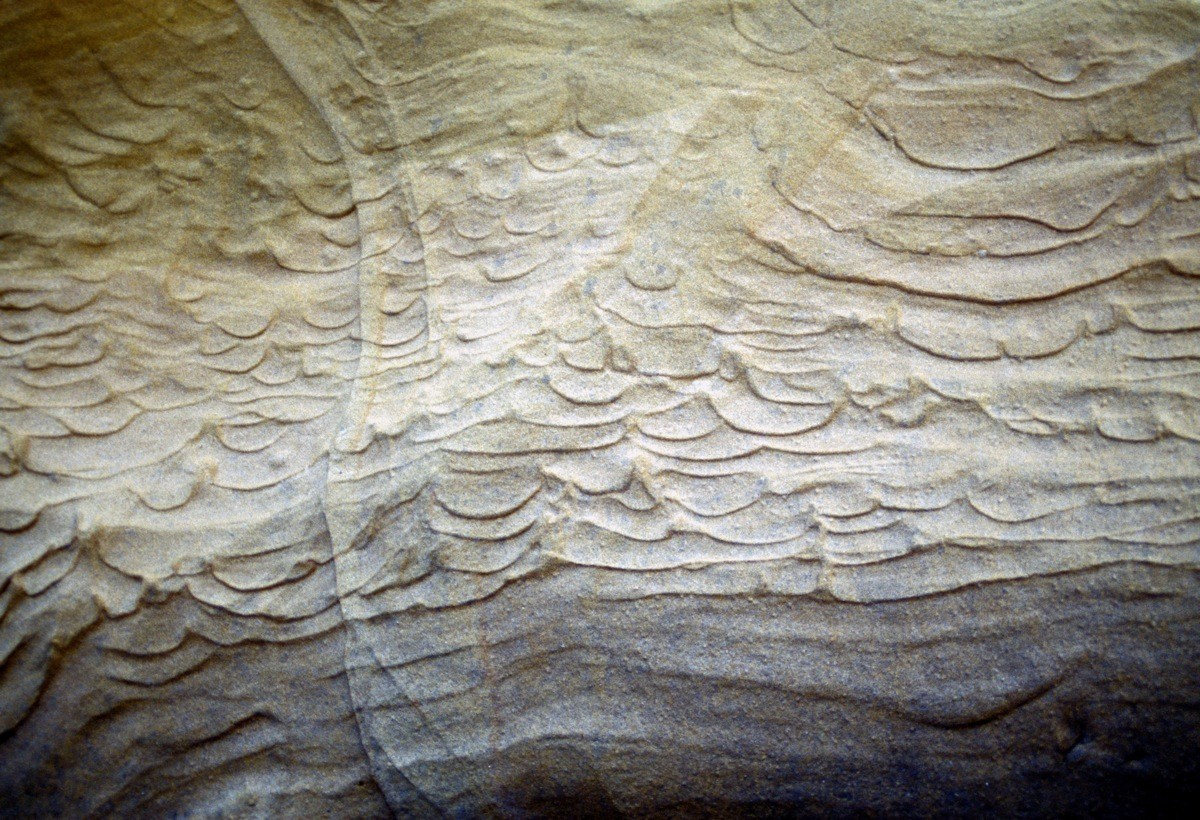
[[在露頭中保存的古代液化流的沉積物（Bouma A，Lowe S3）中的碟形結構。
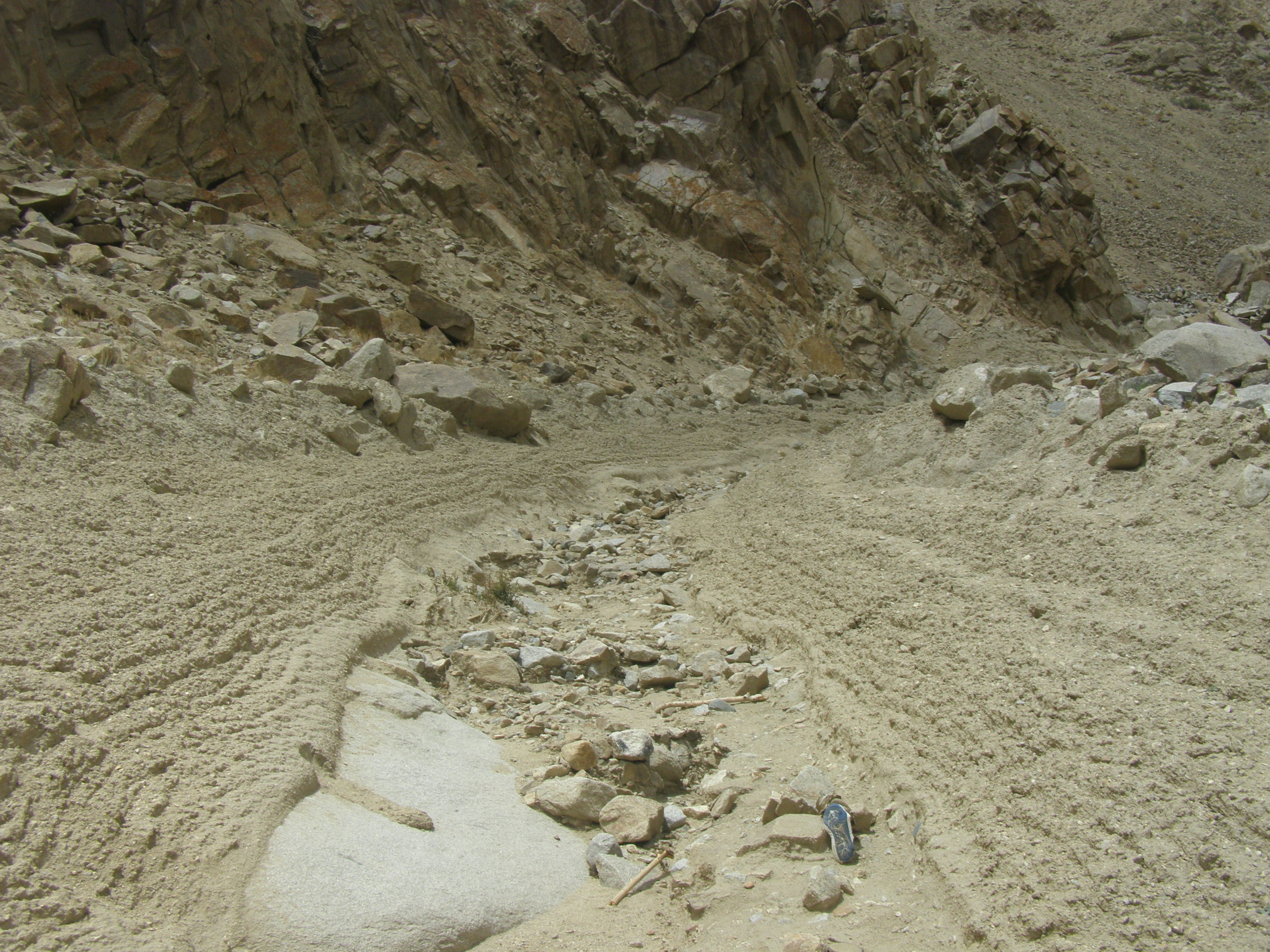
2010 年喜馬拉雅山拉達克的強風暴過後，泥石流填滿了溝壑]].
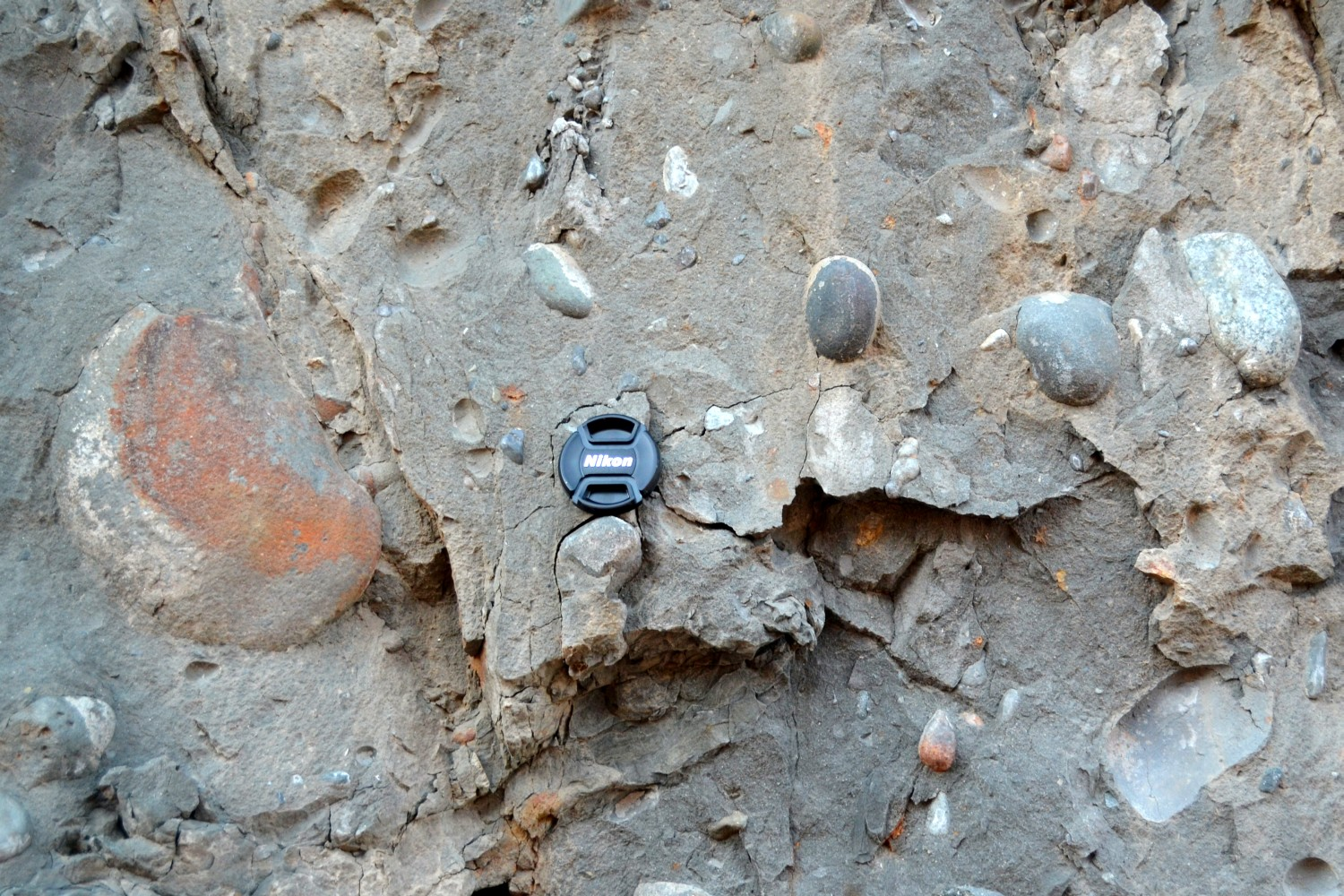
露頭中的碎屑流顯示懸浮在粘土基質中的大型碎屑
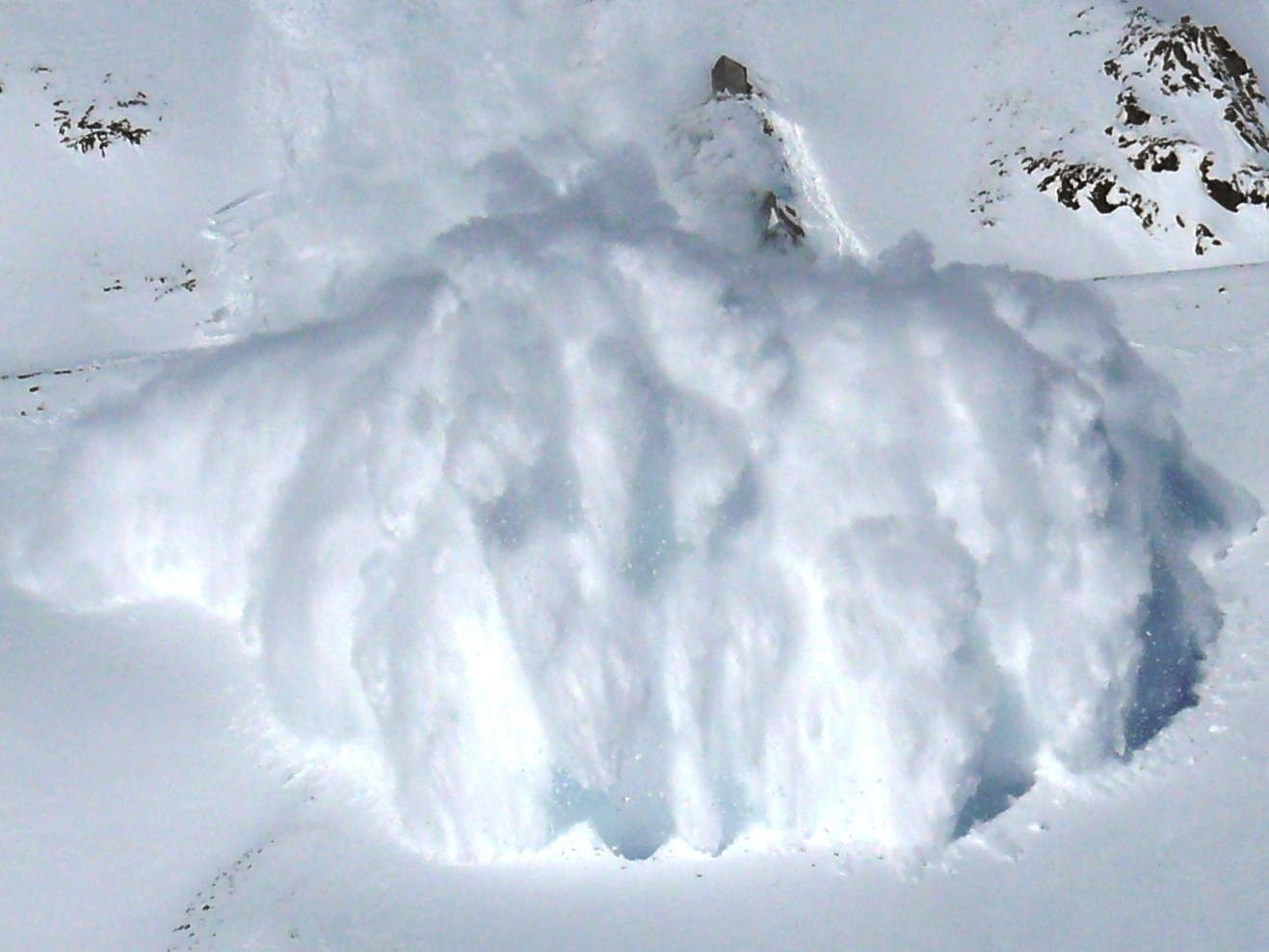
雪崩是濁流的一種形式，空氣是支持流體.
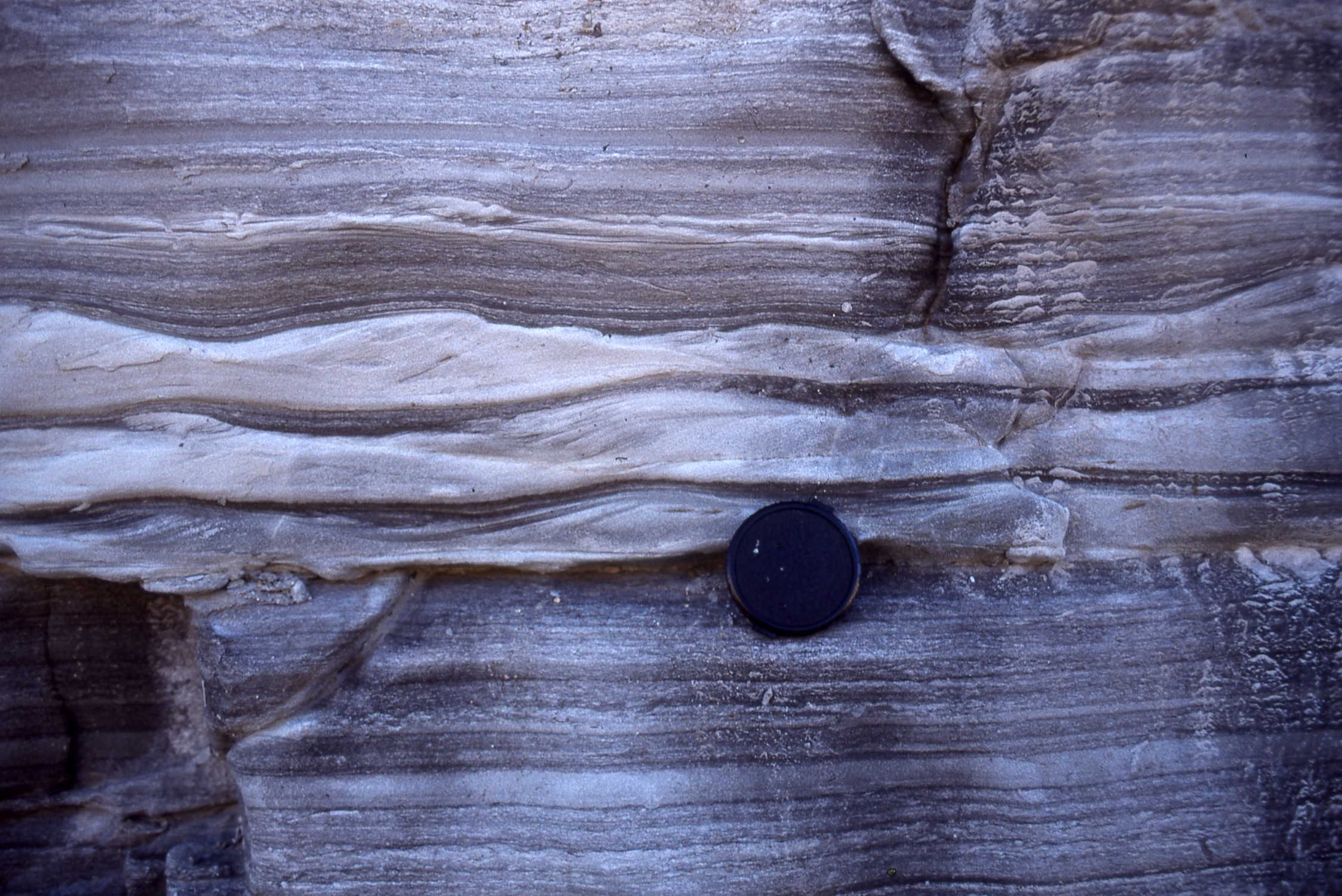
露頭中的細粒濁積岩顯示低密度濁流沉積的 Bouma B-D 層
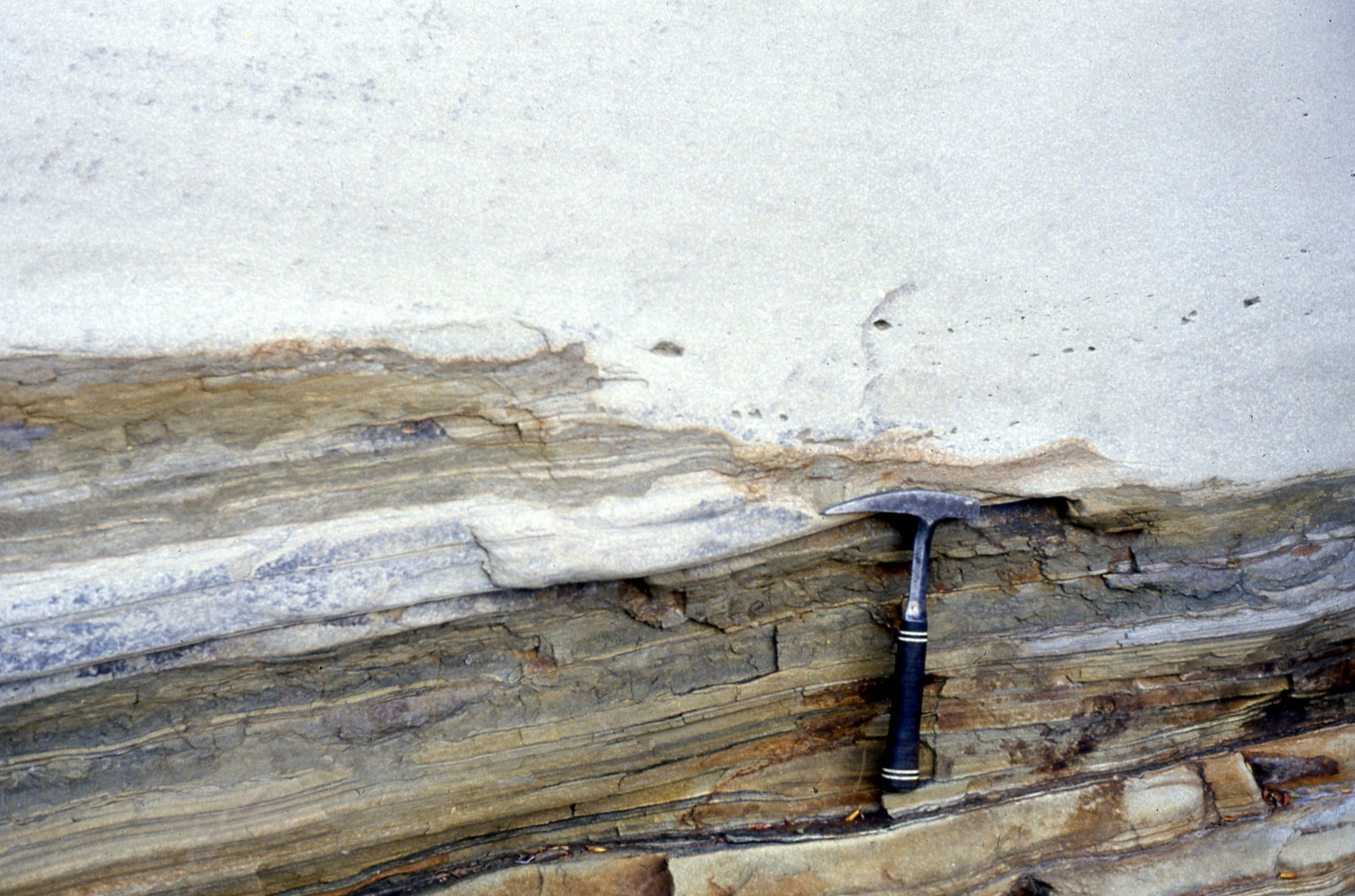
加利福尼亞州托帕托帕山脈的高密度濁積岩（Bouma A，Lowe S1）下切底部低密度濁積岩

## 經濟意義
在深海深缺氧條件有利於有機質的保存，易於造成烴源岩。而沉積物重力流，主要是濁流，和小部分泥石流和泥漿流，又能繫帶沙子到深海海底造成石油儲層。與烴源岩並列。 造成生儲蓋層組合，當今世界生產的石油和天然氣的很大一部分是在沉積物重力流的沉積物（儲層）中發現的 .